# 阿南市
阿南市（日语：／ Annan shi */?）是位於日本德島縣東南部的城市，為四國最東端的城市，也是縣内人口數排名第二的城市。東臨紀伊水道，南邊面向太平洋，德島縣內流域面積第二大的河流那賀川和桑野川流經市內。阿南市是德島縣內的竹筍主要產地，近年來致力於發展將竹子作為燃料的生質能發電產業，發光二極體製造商日亞化學工業的總部也設於市內。當地近年來大力推廣SUP和樂樂棒球。
四國八十八箇所中的第21號札所太龍寺、第22號札所平等寺即坐落於市內。

## 地理
阿南市境內約36.6%的面積被山林覆蓋。西部與南部地區多為山地，沿海地區與北部、東部的河川流域則為平原。

### 氣候
當地屬於太平洋測氣候。根據統計，2021年阿南市的年均溫為17.1℃，年降雨量則為2069毫米。

## 歷史
轄區內發現的若杉山遺跡為日本古墳时代唯一發現的硃砂開採地點。大正時代則開始出產大理石至日本各地，大阪市中央公會堂和國會議事堂的御休所皆有使用當地生產的大理石。

### 年表
- 1889年10月1日：實施町村制，現在的轄區在當時分屬：那賀郡富岡村、橘浦村、新野村、桑野村、椿村、中野島村、寶田村、長生村、大野村、加茂谷村、見能林村、福井村、平島村、今津浦村、羽之浦村。
- 1905年10月10日：富岡村改制為富岡町。
- 1912年10月1日：橘浦村改制並改名為橘町
- 1915年11月10日：新野村改制為新野町。
- 1918年2月11日：羽之浦村改制為羽之浦町。
- 1921年1月1日：今津浦村改名為今津村。
- 1940年2月11日：桑野村改制為桑野町。
- 1940年12月10日：椿村改制為椿町。
- 1954年3月31日：富岡町、中野島村、寶田村、長生村和大野村的部分地區合併為新設置的富岡町，大野村其餘地區則被併入羽之浦町。
- 1955年1月1日：加茂谷村被併入富岡町。
- 1955年3月16日：見能林村被併入富岡町。
- 1955年3月26日：橘町、新野町、椿町、福井村合併為新設置的橘町。
- 1955年4月15日：桑野町被併入富岡町。
- 1956年9月30日：平島村和今津村合併為那賀川町。
- 1958年5月1日：富岡町和橘町合併為阿南市。
- 2006年3月20日：那賀川町、羽之浦町被併入阿南市。[15]

### 變遷表
| 1889年10月1日 | 1889年 - 1926年                | 1926年 - 1954年                | 1955年 - 1989年           | 1955年 - 1989年        | 1989年 - 現在            | 現在   |
| ------------- | ------------------------------ | ------------------------------ | ------------------------- | ---------------------- | ------------------------ | ------ |
| 平島村        | 平島村                         | 平島村                         | 平島村                    | 1956年9月30日 那賀川町 | 2006年3月20日 併入阿南市 | 阿南市 |
| 今津浦村      | 1921年1月1日 改名為今津村      | 1921年1月1日 改名為今津村      | 1921年1月1日 改名為今津村 | 1956年9月30日 那賀川町 | 2006年3月20日 併入阿南市 | 阿南市 |
| 羽之浦村      | 1918年2月11日 羽之浦町         | 1918年2月11日 羽之浦町         | 羽之浦町                  | 羽之浦町               | 2006年3月20日 併入阿南市 | 阿南市 |
| 大野村        | 大野村                         | 1954年3月31日 併入羽之浦町     | 羽之浦町                  | 羽之浦町               | 2006年3月20日 併入阿南市 | 阿南市 |
| 大野村        | 大野村                         | 1954年3月31日 富岡町           | 1954年3月31日 富岡町      | 1958年5月1日 阿南市    | 1958年5月1日 阿南市      | 阿南市 |
| 富岡村        | 1905年10月10日 富岡町          | 1954年3月31日 富岡町           | 1954年3月31日 富岡町      | 1958年5月1日 阿南市    | 1958年5月1日 阿南市      | 阿南市 |
| 中野島村      |                                | 1954年3月31日 富岡町           | 1954年3月31日 富岡町      | 1958年5月1日 阿南市    | 1958年5月1日 阿南市      | 阿南市 |
| 寶田村        |                                | 1954年3月31日 富岡町           | 1954年3月31日 富岡町      | 1958年5月1日 阿南市    | 1958年5月1日 阿南市      | 阿南市 |
| 長生村        |                                | 1954年3月31日 富岡町           | 1954年3月31日 富岡町      | 1958年5月1日 阿南市    | 1958年5月1日 阿南市      | 阿南市 |
| 加茂谷村      | 加茂谷村                       | 加茂谷村                       | 1955年1月1日 併入富岡町   | 1958年5月1日 阿南市    | 1958年5月1日 阿南市      | 阿南市 |
| 見能林村      | 見能林村                       | 見能林村                       | 1955年3月16日 併入富岡町  | 1958年5月1日 阿南市    | 1958年5月1日 阿南市      | 阿南市 |
| 桑野村        | 桑野村                         | 1940年2月11日 桑野町           | 1955年4月15日 併入富岡町  | 1958年5月1日 阿南市    | 1958年5月1日 阿南市      | 阿南市 |
| 橘浦村        | 1912年10月1日 改制並改名為橘町 | 1912年10月1日 改制並改名為橘町 | 1955年3月26日 橘町        | 1958年5月1日 阿南市    | 1958年5月1日 阿南市      | 阿南市 |
| 新野村        | 1915年11月10日 新野町          | 1915年11月10日 新野町          | 1955年3月26日 橘町        | 1958年5月1日 阿南市    | 1958年5月1日 阿南市      | 阿南市 |
| 椿村          | 椿村                           | 1940年12月10日 椿町            | 1955年3月26日 橘町        | 1958年5月1日 阿南市    | 1958年5月1日 阿南市      | 阿南市 |
| 福井村        |                                |                                | 1955年3月26日 橘町        | 1958年5月1日 阿南市    | 1958年5月1日 阿南市      | 阿南市 |

## 行政

### 歷任市長
| 任    | 姓名     | 上任日期      | 卸任日期      | 備註 |
| ----- | -------- | ------------- | ------------- | ---- |
| 1-3   | 澤田紋   | 1958年5月     | 1970年5月     |      |
| 4-5   | 渡邊浩之 | 1970年5月     | 1975年12月    |      |
| 6-8   | 吉原薰   | 1975年12月    | 1987年11月    |      |
| 9-12  | 野村靖   | 1987年11月    | 2003年11月    |      |
| 13-16 | 岩淺嘉仁 | 2003年11月    | 2019年12月6日 |      |
| 17    | 表原立磨 | 2019年12月7日 | 2023年12月6日 |      |
| 18    | 岩佐義弘 | 2023年12月7日 | 現任          |      |

## 交通

### 鐵路
- 四國旅客鐵道
  - 牟岐線：（小松島市） - 羽之浦車站 - 西原車站 - 阿波中島車站 - 阿南車站 - 見能林車站 - 阿波橘車站 - 桑野車站 - 新野車站 - 阿波福井車站 - （海部郡美波町）

|  |  |

## 觀光資源
- 四國八十八箇所
  - 二十一番札所 太龍寺
  - 二十二番札所 平等寺
- 梅谷寺
- 阿南室戶歴史文化道
  - 太龍寺
  - 平等寺
- 太龍寺纜車
- 蒲生田岬
- 若杉山遺跡

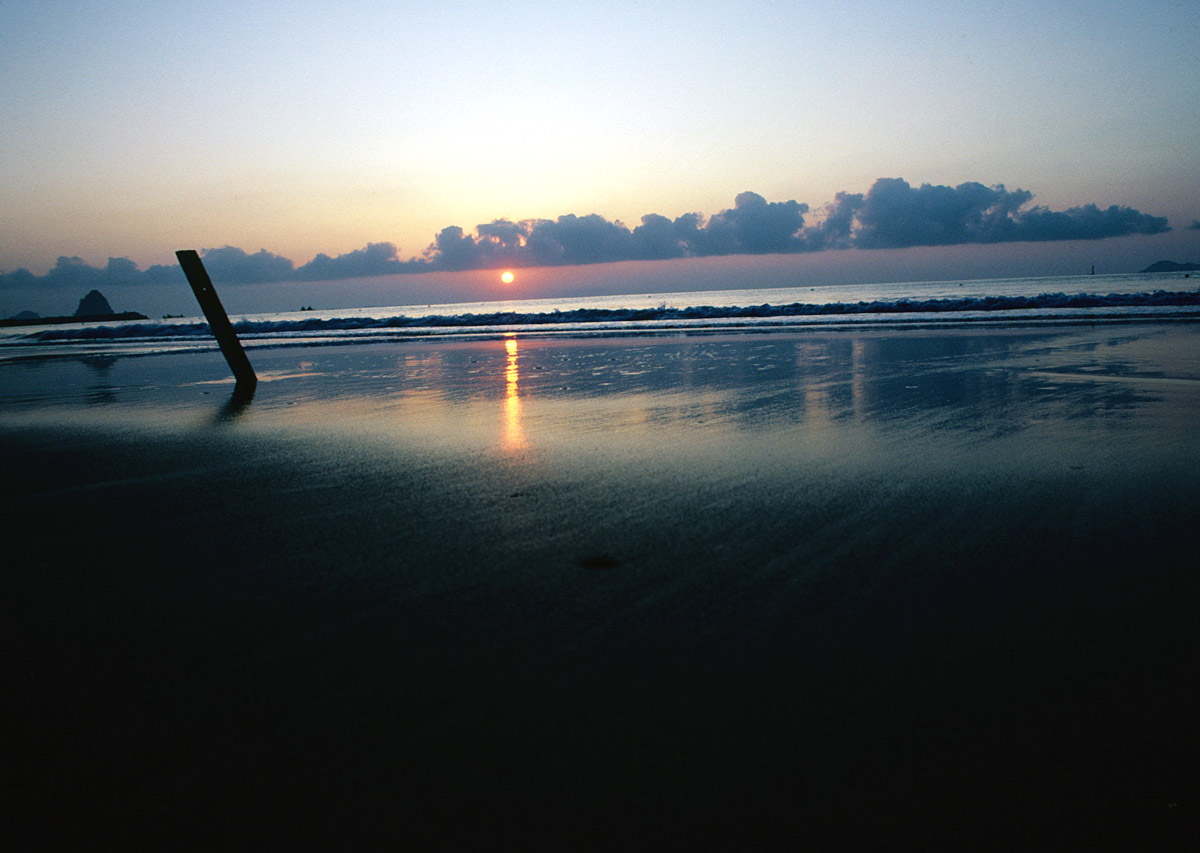
北乃脇海皮
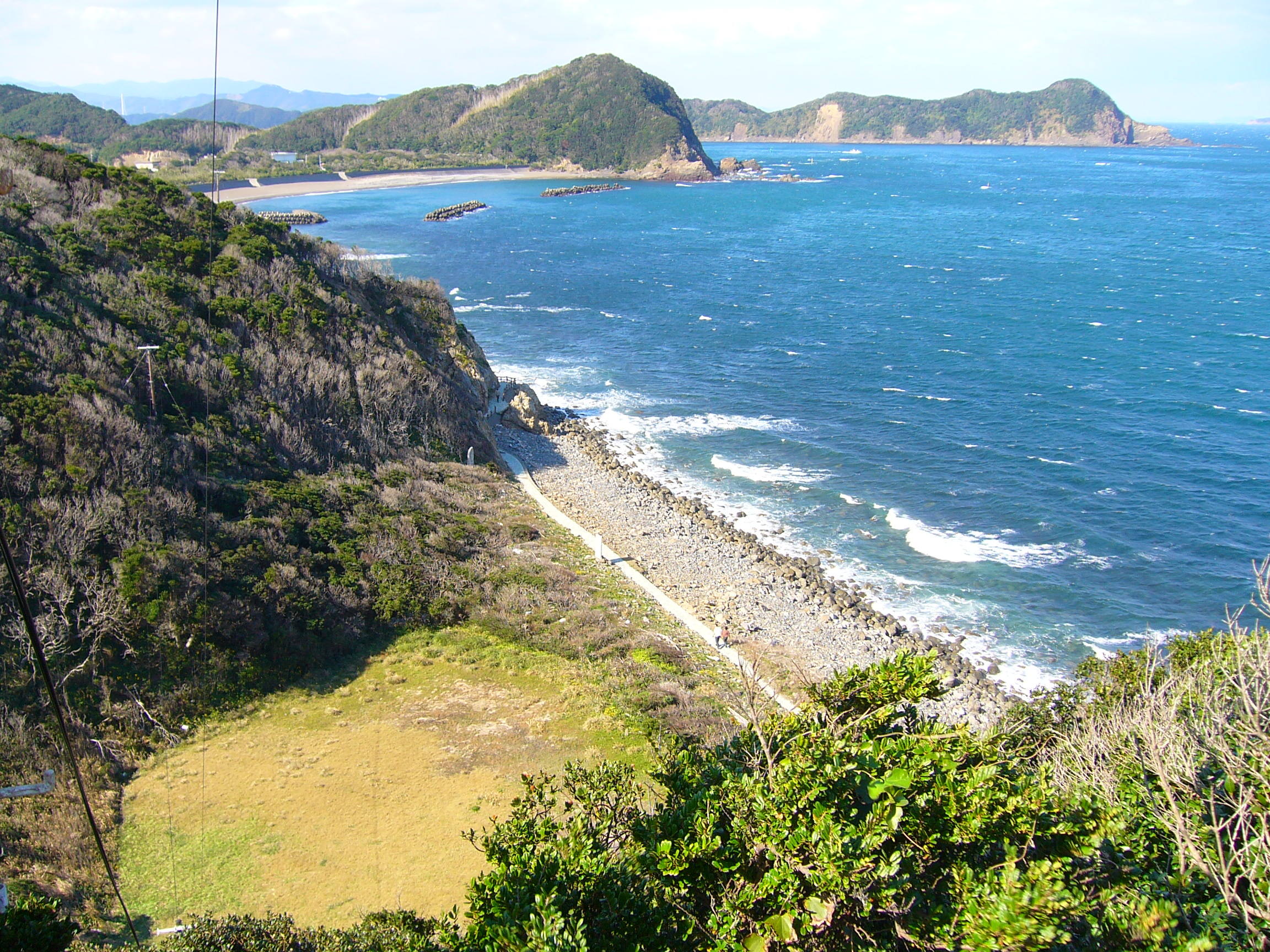
蒲生田海角
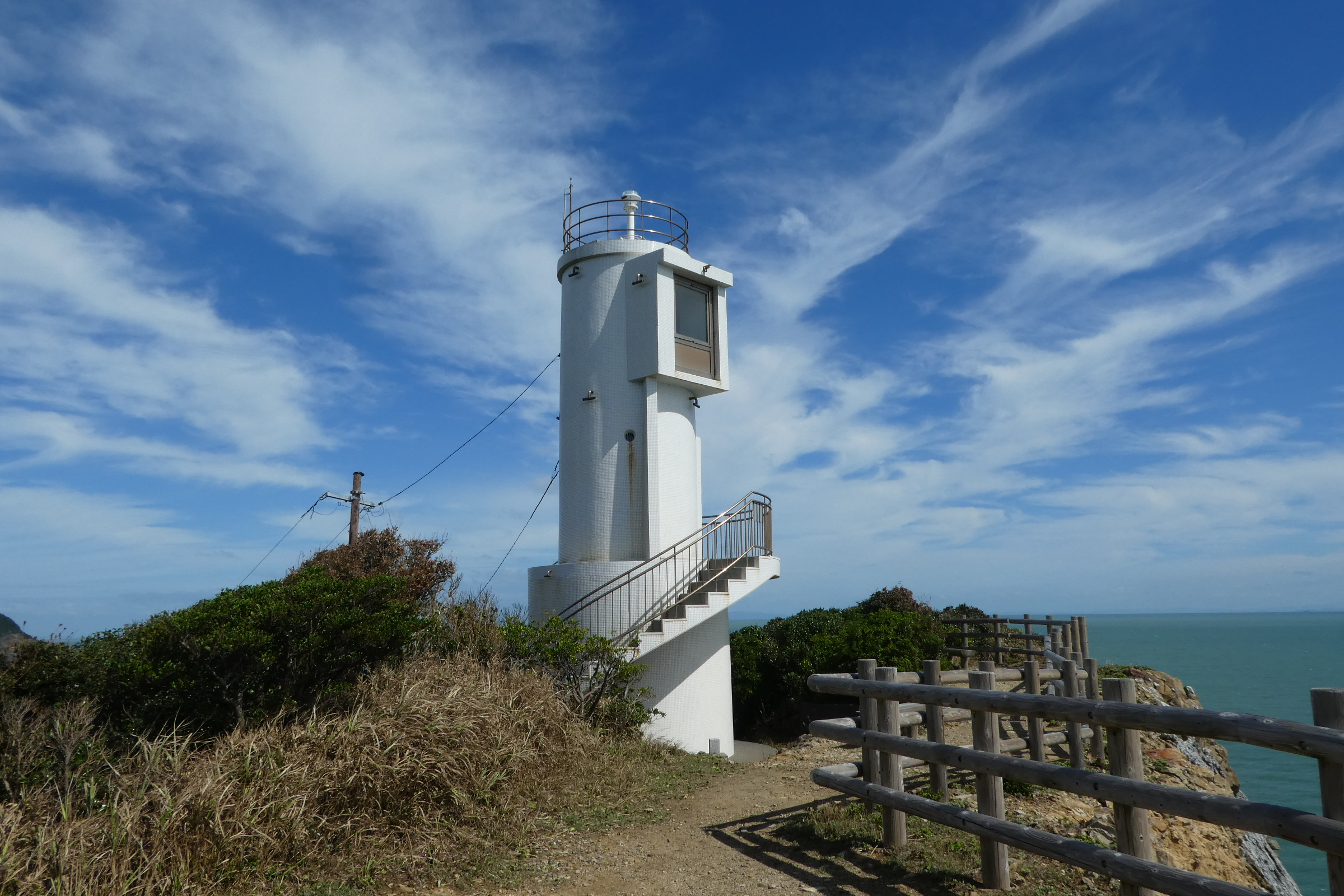
蒲生田岬燈塔
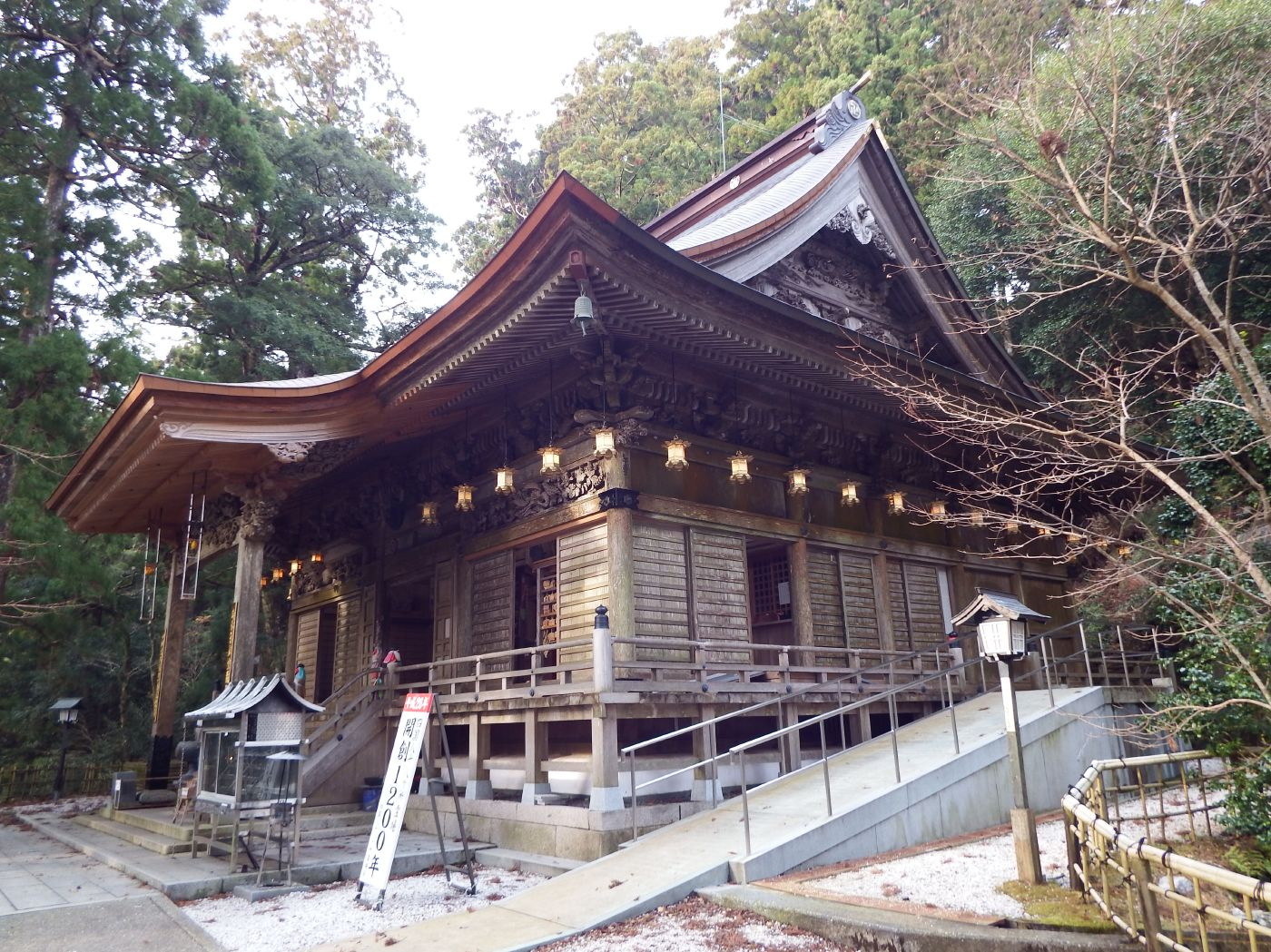
太龍寺
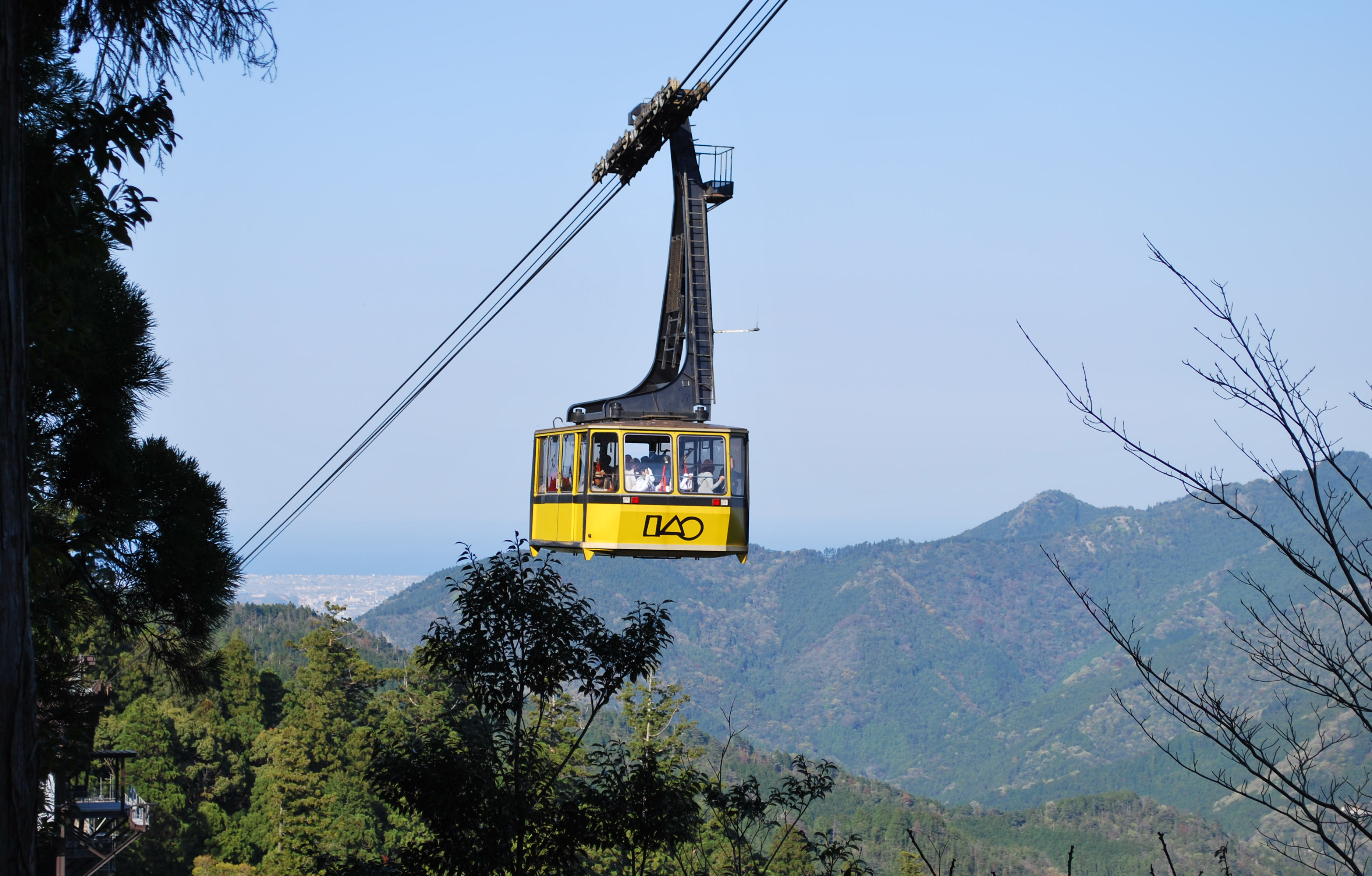
太龍寺吊車
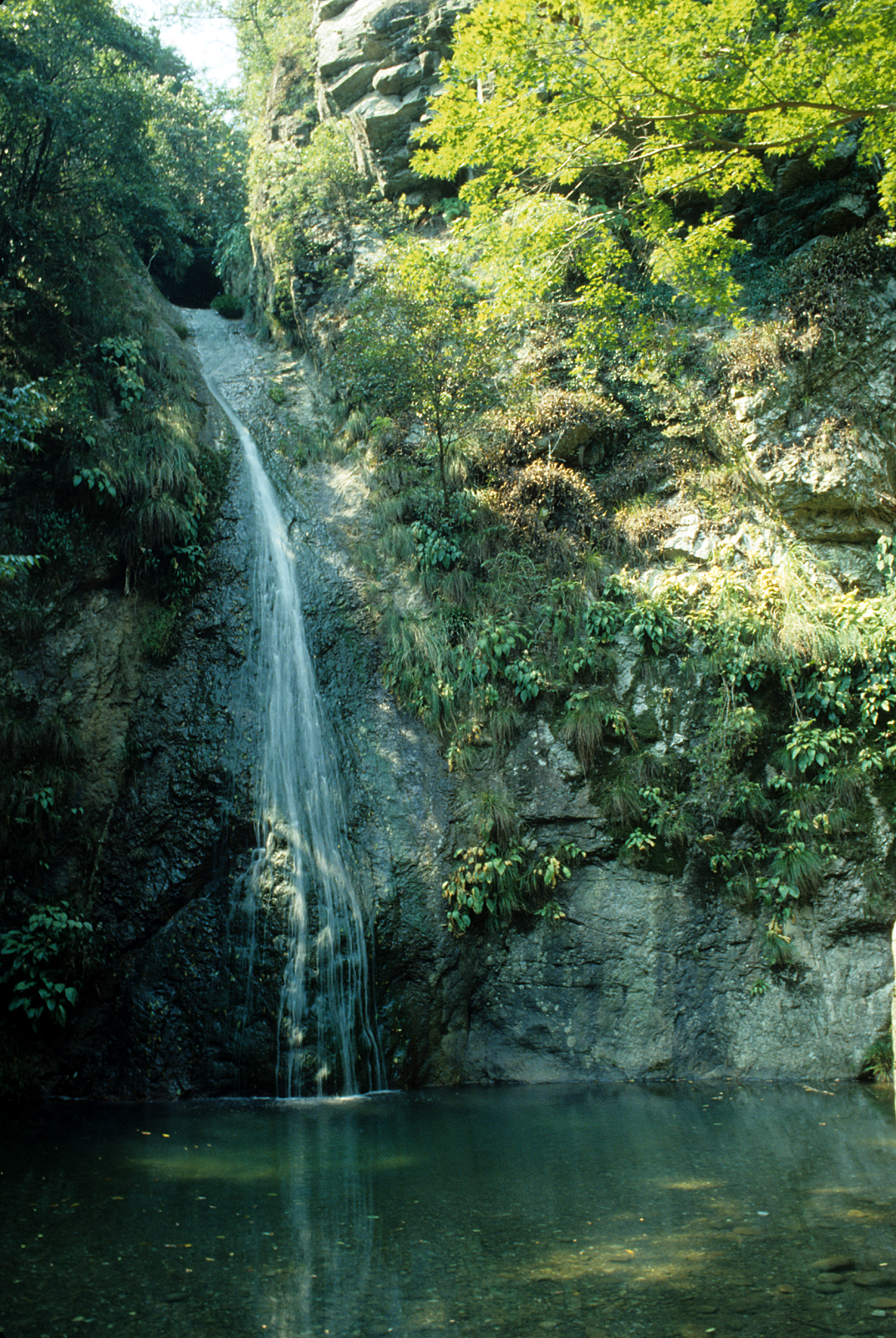
午尾瀑布
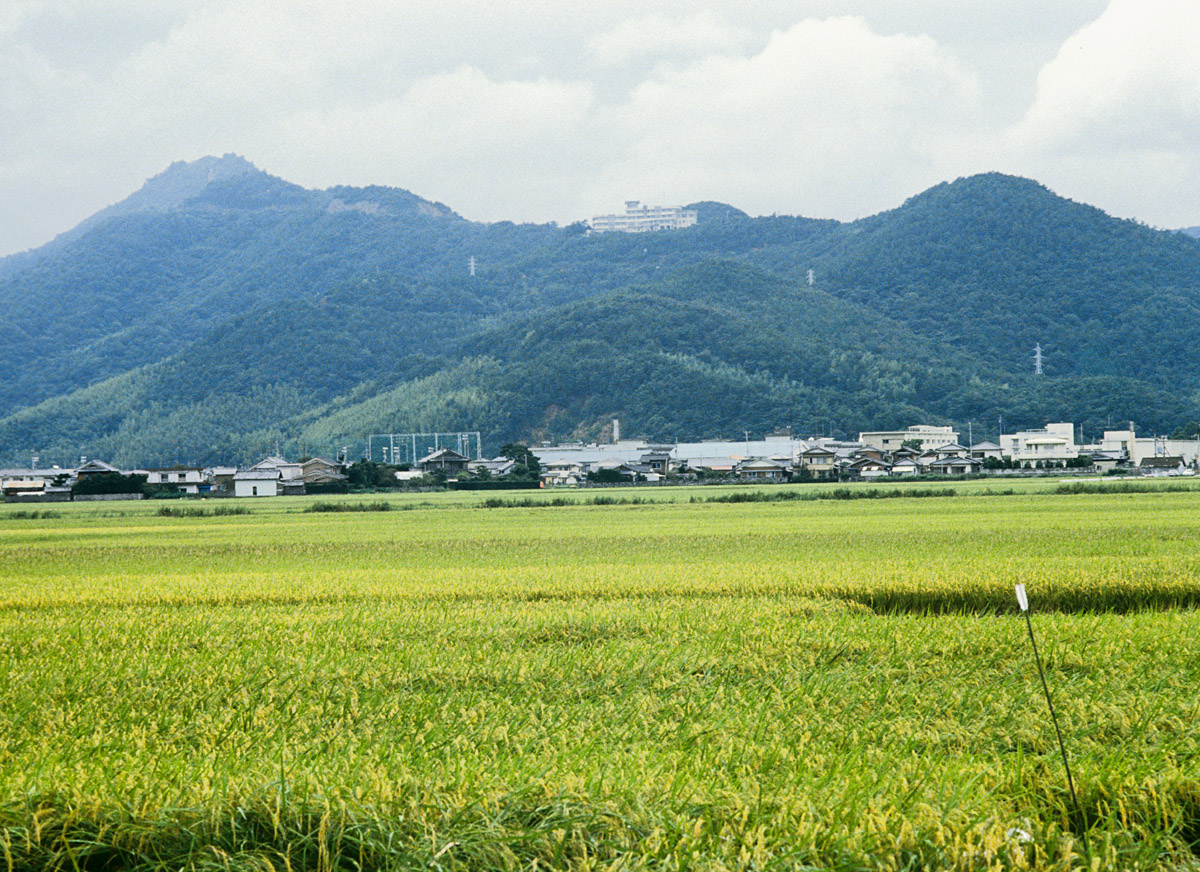
津乃峰山

## 教育
高等專門學校
阿南工業高等專門學校
高等學校
- 德島縣立阿南光高等學校
- 德島縣立富岡西高等學校
- 德島縣立富岡東高等學校
- 德島縣立富岡東高等學校羽之浦校

特殊學校
- 德島縣立阿南支援學校

## 本地出身之名人
- 仁木博文：眾議院議員
- 中西祐介：參議院議員
- 橋本宗吉：蘭學者
- 後藤善猛：僧侶
- ディオゴ結城：戰國時代天主教耶穌會祭司
- あざの耕平：輕小說作家
- 大高翔：俳人
- 笑福亭學光：落語家
- 竹井輝彦：搞笑藝人
- 條邊剛：前棒球選手
- 福良徹：前棒球選手
- 杉本尚文：前棒球選手
- 黑部光昭：前足球選手
- 田渕龍二：前足球選手
- 吉野岩畄吉：前相撲力士
- 水野雄仁：球評

## 外部連結
- （日語） 阿南市觀光協會 （页面存档备份，存于）
- （日語） 維客旅行上的阿南市 （页面存档备份，存于）
- OpenStreetMap上有關阿南市的地理